# 相川郷土博物館
相川郷土博物館（あいかわきょうどはくぶつかん）は、新潟県佐渡市にある博物館。1956年（昭和31年）、御料局佐渡支庁（国史跡）の建物を使用して開館した。

## 歴史

### 建物の歴史
相川郷土資料館の建物は、1887年（明治20年）に工部省が建てた鉱山本部事務所と、1893年（明治26年）に事務所の背後に増築された御料局佐渡支庁と、2つの建屋を繋ぐ渡り廊下で構成されている。1896年（明治29年）にはこれらの建物が佐渡金山とともに三菱合資会社に払い下げられたが、三菱鉱業佐渡鉱業所の本部事務所として使われ続けてきた。1953年（昭和28年）には三菱鉱業佐渡鉱業所が大幅に規模を縮小し、様々な施設が閉鎖された結果、この建物も同年に閉鎖された。

### 博物館の開館

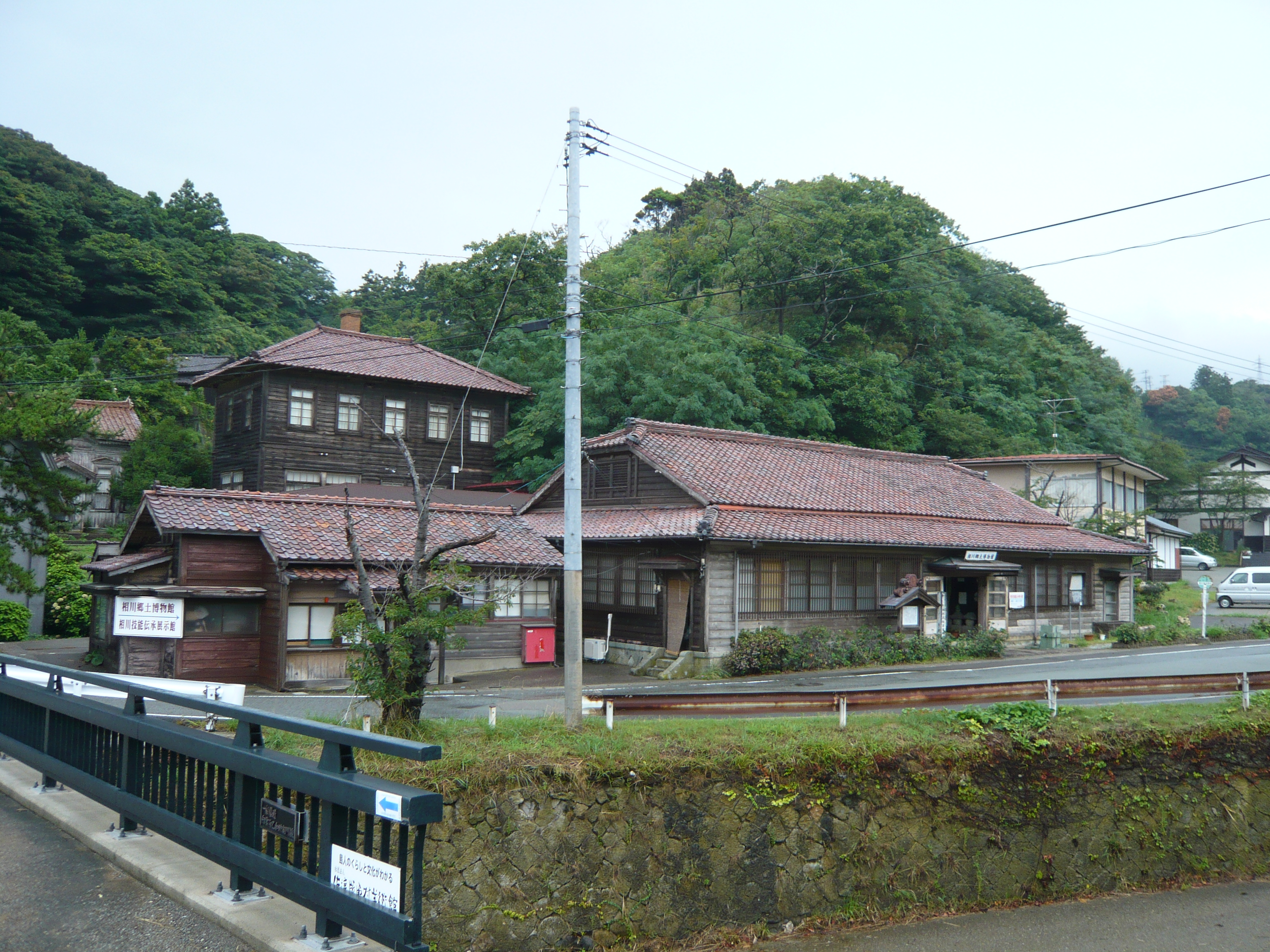
改修前の全景

この建物は佐渡郡相川町に払い下げられ、1956年（昭和31年）7月には相川町郷土博物館が開館した。
1994年（平成6年）、相川町郷土博物館の敷地全域が国史跡に指定された。2004年（平成16年）には相川町など10市町村が合併して佐渡市が発足し、佐渡市立相川郷土博物館に改称した。
2010年代には佐渡市で佐渡金山に関する施設の再編が進められた。周辺には体験型観光施設の史跡 佐渡金山があり、また佐渡奉行所や、ガイダンス施設のきらりうむ佐渡があることから、相川郷土博物館の建物を保存した上で施設としては廃止が予定されていたが、世界遺産候補「佐渡島の金山」が江戸時代までを対象とし、その説明をきらりうむ佐渡が担うことから、明治以降に関する史料を展示する施設として利用することになった。2022年（令和4年）から建物の改修工事が行われ、2024年（令和6年）4月1日にリニューアルオープン予定であったが、能登半島地震の影響でリニューアルが遅れた。
2024年（令和6年）7月27日には「佐渡島の金山」が世界遺産に登録され、登録の条件として朝鮮人労働者の実態を紹介することが求められたことから、7月28日には特設コーナーを設けられた。なお、世界遺産としては江戸時代までの史跡を対象としているため、当館は世界遺産の構成資産からは除外されている。

## 展示
博物館となった後は相川金銀山関係の資料のほか、鉱山鉱物・岩石の標本や相川地区関係の美術品、民俗資料などを所蔵・展示していた。北沢浮遊選鉱場などの北沢工作工場群の入口部分に立地する。

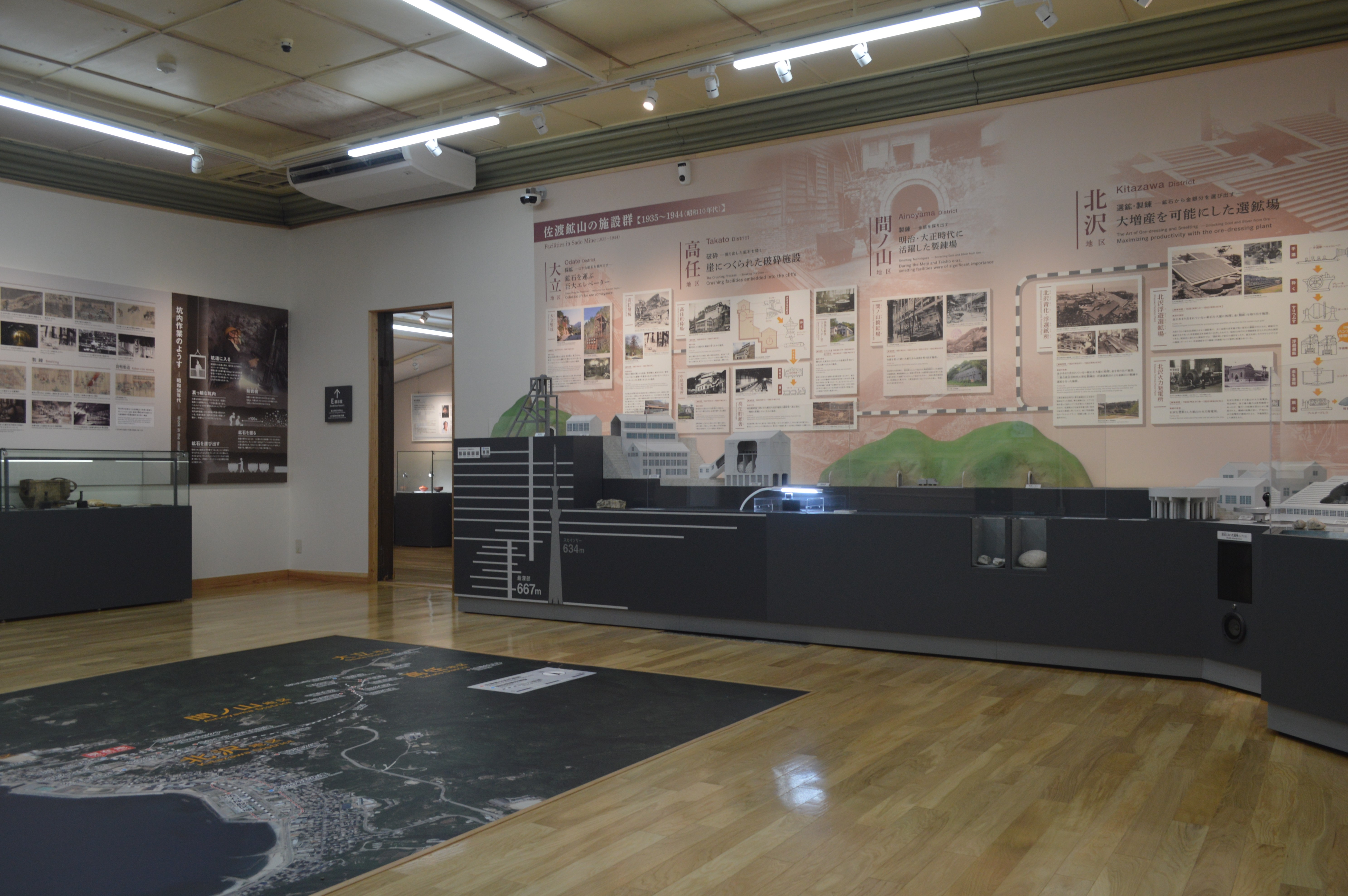
旧鉱山本部事務所の展示
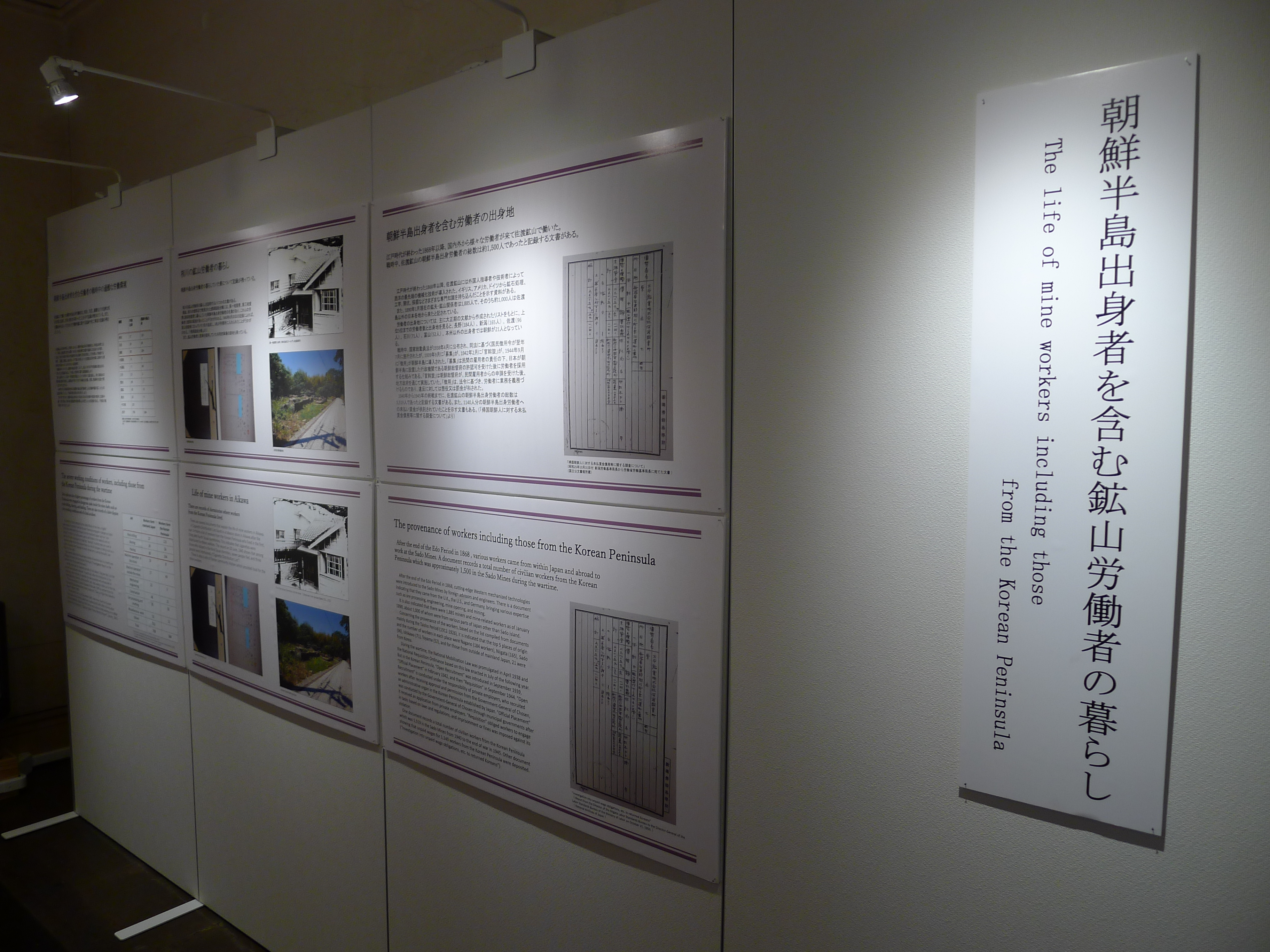
朝鮮人労働者に関する展示

## 建築
- 旧鉱山本部事務所

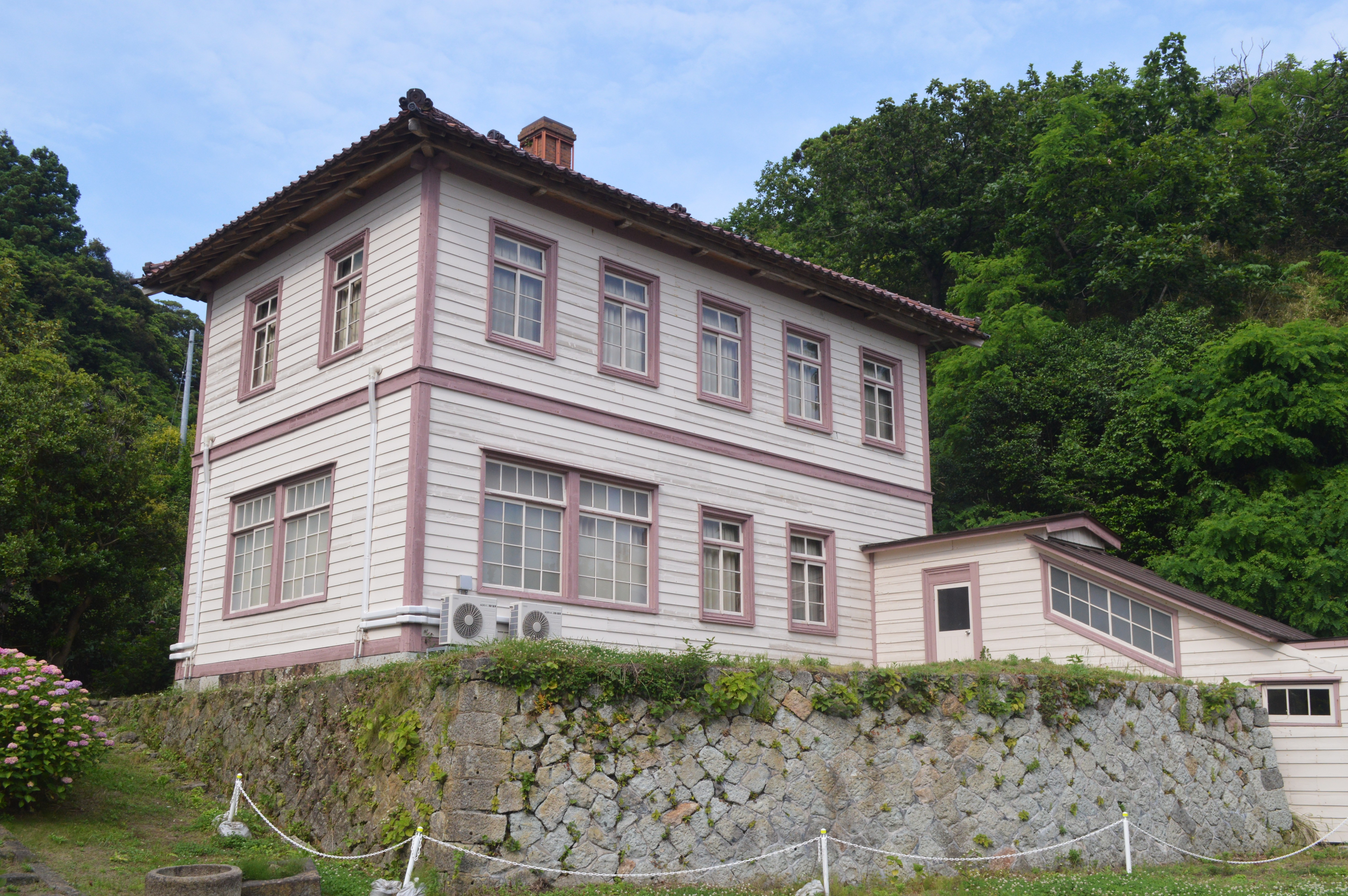
旧御料局佐渡支庁

  - 木造平屋建、寄棟、桟瓦葺。1936年（昭和11年）に三菱鉱業佐渡鉱業所の本部事務所として建てられた。

- 御料局佐渡支庁跡
  - 木造2階建、寄棟、桟瓦葺。1889年（明治22年）に御料局佐渡支庁として建てられた。1896年（明治29年）に佐渡金山が三菱合資会社に払い下げらると、鉱山長室として用いられた。

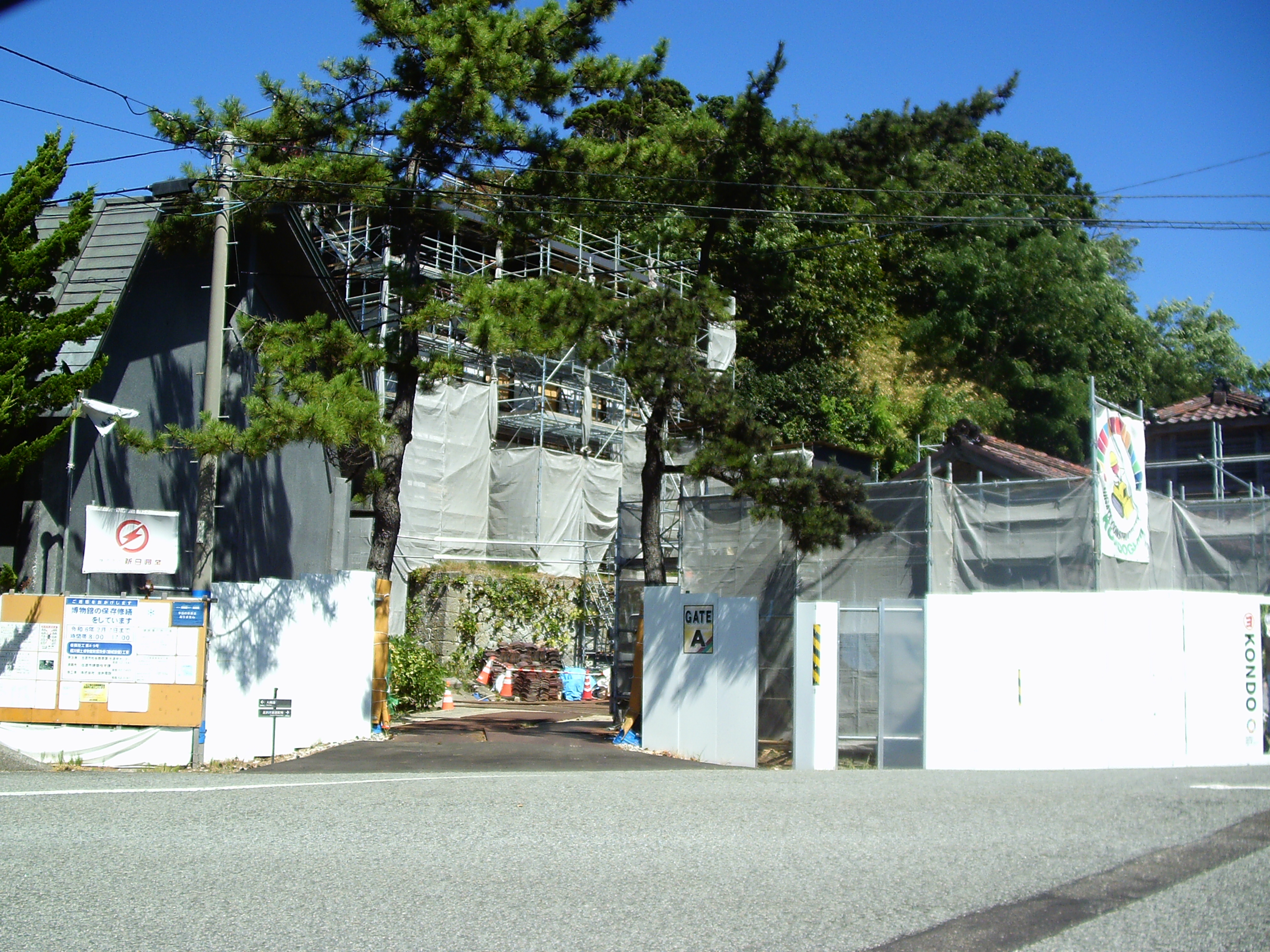
改修工事中の様子
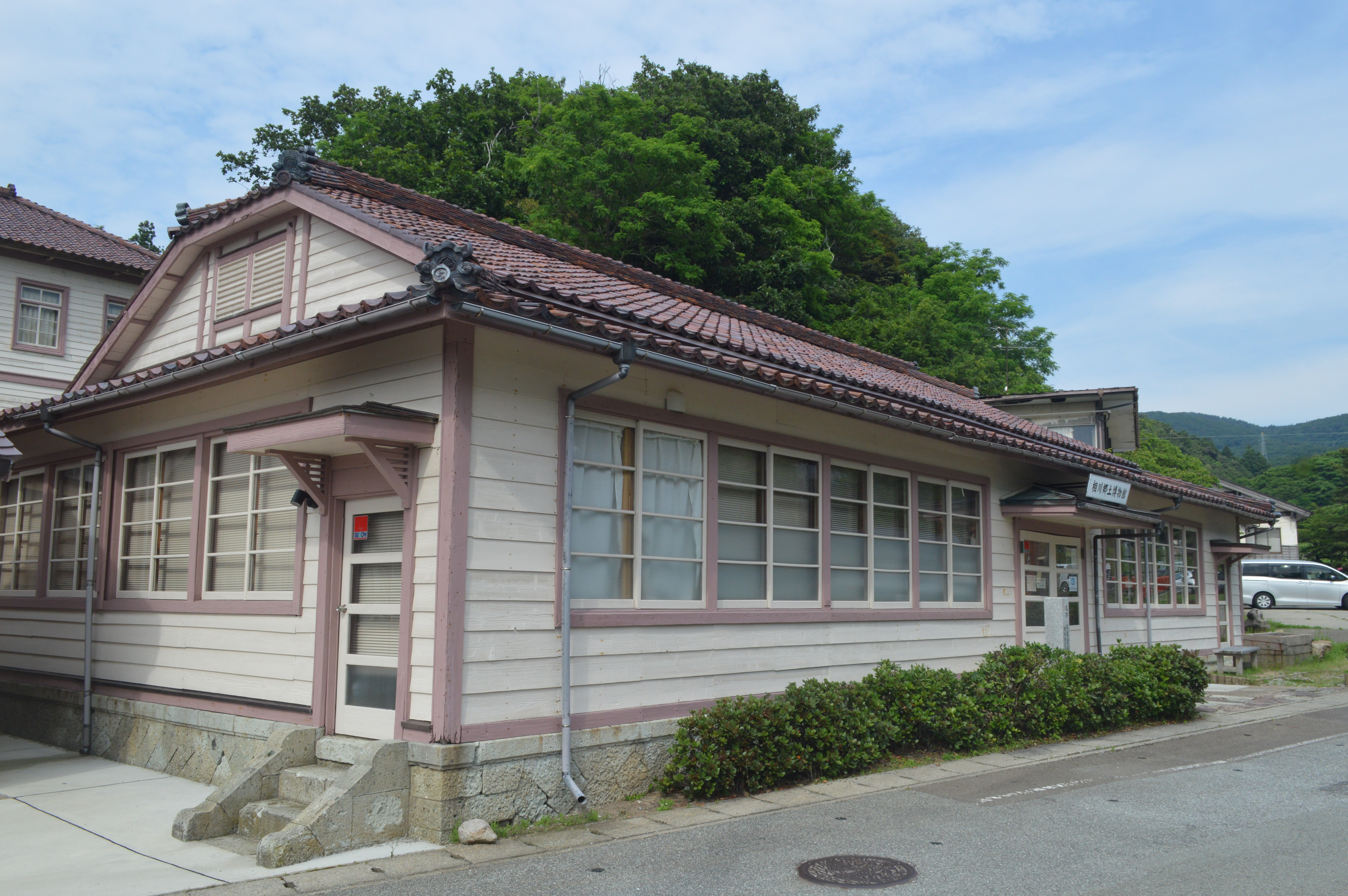
旧鉱山本部事務所
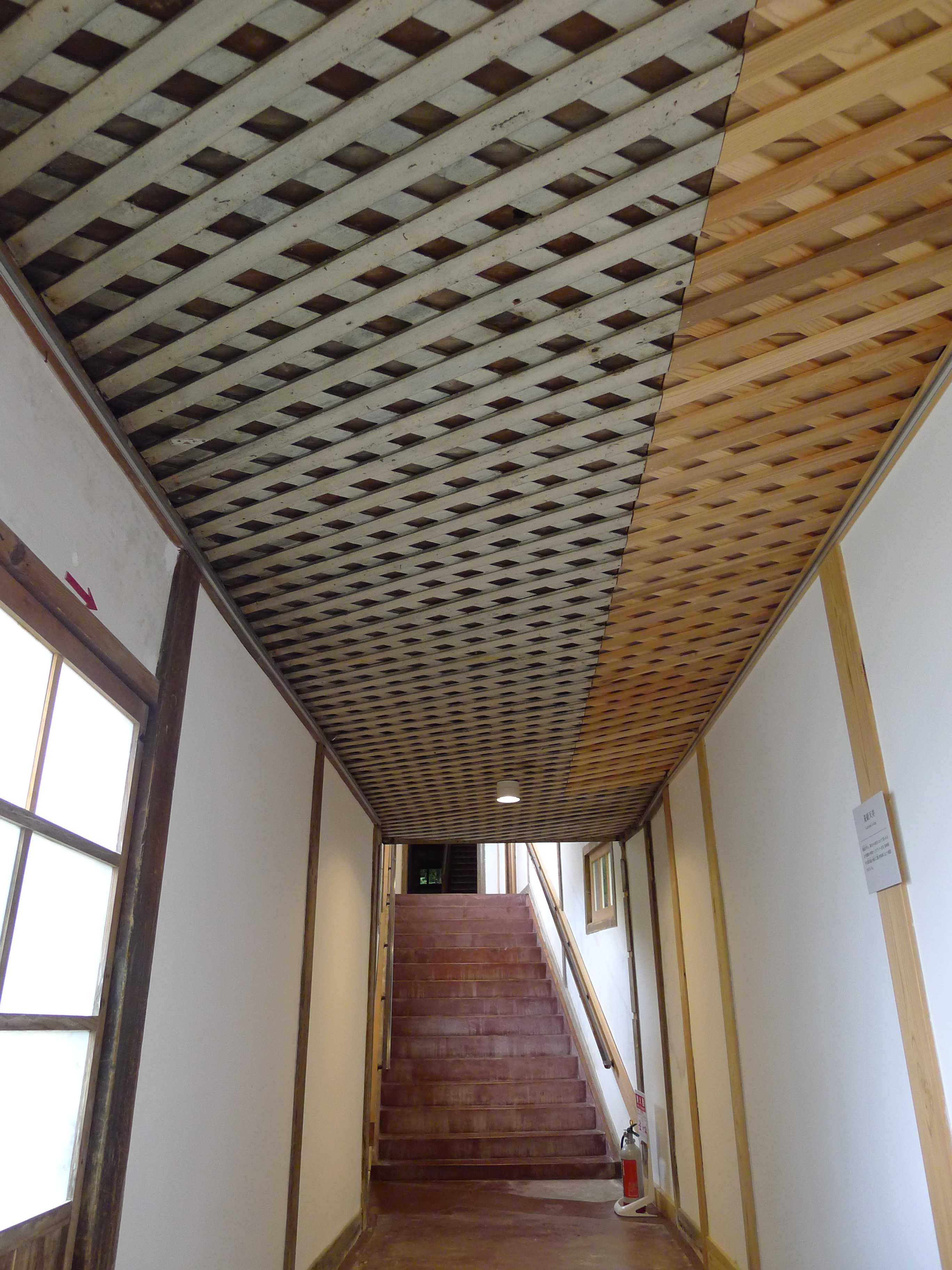
菱組天井[6]がある渡り廊下と階段

## 利用案内
入館料
- 大人 - 300円
- 小・中学生 - 100円

開館時間
- 8時30分から17時まで（入館は16時30分まで）

休館日
- 年末年始（12月29日から1月3日まで）

交通アクセス（バス）
新潟交通佐渡本線ほか「相川」バス停より徒歩10分
新潟交通佐渡 本線ほか「相川博物館前」バス停より徒歩すぐ